# Град Високо
Град Високо је јединица локалне самоуправе у Зеничко-добојском кантону, у централном дијелу Федерације БиХ. Сједиште је у Високом.

## Географија
Град Високо се простире на површини од 232 км2. Граничи се са општинама Кисељак, Бусовача, Какањ, Вареш, Бреза, Илијаш и Илиџа. Повезана је магистралним путем Сарајево-Зеница према сјеверу и регионалним путевима са сусједним општинама, а жељезничком пругом у правцу Јадранског мора.
Природна средина града одређена је долинама ријека Босне и Фојнице, морфолошким диференцијацијама долина са падинама подбрда и вијенцем високих планина средње Босне — Озрена, Вранице и Звијезде. Простор града досеже релативно ниске надморске висине и то од 399 до 1050 м надморске висине, што је веома повољно за развој пољопривредне производње, индустрије, грађења и одржавања саобраћајница и других система комуналне инфраструктуре.

## Становништво
По посљедњем службеном попису становништва из 1991. године, Општина Високо је имала 46.160 становника, распоређених у 88 насељених мјеста.
| Националност       | 1991.           | 1981.           | 1971.           |
| Муслимани          | 34.373 (74,46%) | 28.838 (70,50%) | 25.683 (72,34%) |
| Срби               | 7.471 (16,18%)  | 6.831 (16,70%)  | 7.166 (20,18%)  |
| Хрвати             | 1.872 (4,05%)   | 1.879 (4,59%)   | 1.914 (5,39%)   |
| Југословени        | 1.464 (3,17%)   | 2.783 (6,80%)   | 392 (1,10%)     |
| остали и непознато | 980 (2,12%)     | 570 (1,39%)     | 348 (0,98%)     |
| Укупно             | 46.160          | 40.901          | 35.503          |

| Национални састав према попису из 2013. године‍ | Национални састав према попису из 2013. године‍ | Национални састав према попису из 2013. године‍ | Национални састав према попису из 2013. године‍ | Национални састав према попису из 2013. године‍ |
| ---------------------------------------------- | ---------------------------------------------- | ---------------------------------------------- | ---------------------------------------------- | ---------------------------------------------- |
|                                                |                                                |                                                |                                                |                                                |
| Бошњаци                                        | Бошњаци                                        |                                                | 36.697                                         | 91,88%                                         |
| Хрвати                                         | Хрвати                                         |                                                | 576                                            | 1,44%                                          |
| Срби                                           | Срби                                           |                                                | 286                                            | 0,71%                                          |
| остали                                         | остали                                         |                                                | 2.379                                          | 5,95%                                          |
| укупно: 39.938                                 |                                                |                                                |                                                |                                                |

Општина Високо је 1991. године имала је 46.160 становника, што на површини од 232 2 достиже 197,32 становника по квадратном километру. Од тога на градско подручје отпада 14.140 становника, или 30%, а на ванградска подручја 31.990 становника, или 69,4%.
На једно домаћинсво долази 3,6 становника у општини, од чега у градском подручју 3,3, а у ванградском 4,0 становника на једно домаћинство. Присутна је тенденција лаганог раста становништва у градском подручју, што је резултат природног прираштаја, уз незнатан механички прилив.
Старосна категорија становништва предшколског и школског узраста (до 19 година) чини једну трећину укупног становништва, док на становништво од 19 до 60 година отпада 55% укупног становништва.
Према попису становништва од 31. јануара 1921. године у ужем Височком срезу било је 33808 становника (без села Луке). Изузевши Роме (450 душа) све остало становништво су Срби и Хрвати. Стално настањено домаће становништво је имало 1489 родова, од којих су: 842 муслимани, 372 православни, 275 римокатолици. (М. С. Филиповић — Живот и обичаји народни у Височкој нахији)

## Насељена мјеста
Послије потписивања Дејтонског споразума, Општина Високо у цјелини ушла је у састав Федерације БиХ.
Насељена мјеста Града Високо су:
| - Арнаутовићи, - Баре, - Бешићи, - Бискупићи, - Брадве, - Брезовик, - Буци, - Булчићи, - Бузић Махала, - Бузићи, | - Чакаловићи, - Чекрчићи, - Чифлук, - Ћатићи, - Даутовци, - Добриње, - Добро, - Добро Село, - Дол, - Долипоље, | - Долови, - Доња Вратница, - Доња Зимћа, - Доње Моштре, - Двор, - Џиндићи, - Гиње, - Годуша, - Горани, - Горња Вратница, | - Горња Зимћа, - Горње Моштре, - Град, - Грајани, - Грђевац, - Хаџићи, - Хлапчевићи, - Јелашје, - Калићи, - Калотићи, | - Колошићи, - Конџило, - Копачи, - Кула Бањер, - Лијешева, - Лисово, - Лозник, - Лужница, - Мали Трновци, - Мало Чајно, |

| - Мауровићи, - Младош, - Мухашиновићи, - Мулићи, - Околишће, - Орашац, - Озраковићи, - Паљике, - Подвињци, - Подвиње, | - Поклечићи, - Поријечани, - Радиновићи, - Рајчићи, - Рамадановци, - Ратковци, - Сеоча, - Смршница, - Срхиње, - Ступарићи, | - Свињарево, - Шошње, - Таукчићи, - Топузово Поље, - Трамошњик, - Тујлићи, - Тушњићи, - Уповац, - Уворићи, - Велико Чајно, | - Веруша, - Видовићи, - Вилењак, - Високо, - Врела, - Загорице, - Загорница и - Збиље. |